# Aardappelschuur

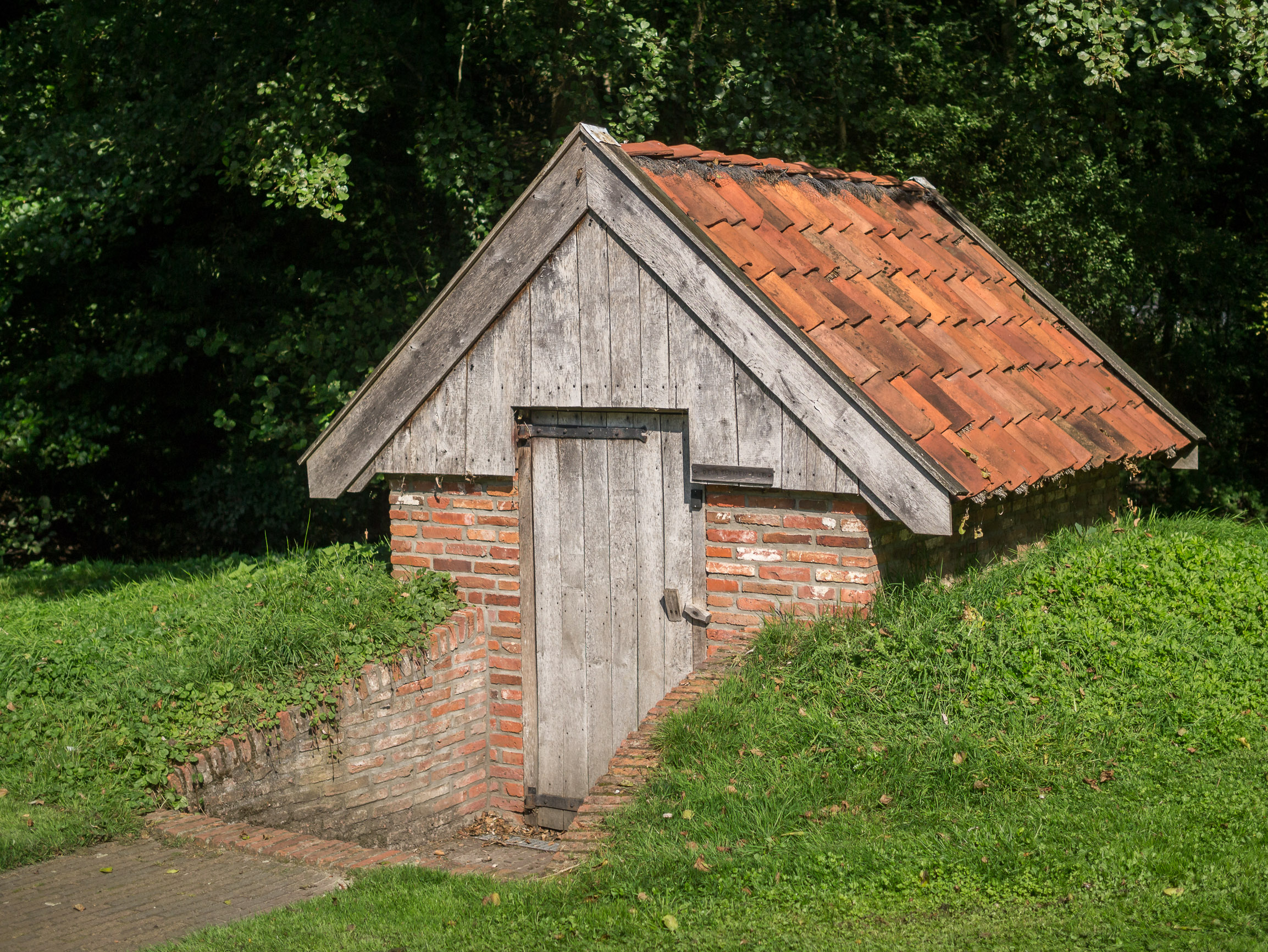
Een aardappelkelder in het openluchtmuseum in Ootmarsum

Een aardappelschuur of aardappelkelder is in Oost-Nederland een eenvoudige verdiepte schuur bij een boerderij, speciaal gebouwd voor het bewaren van aardappels en pootgoed.

## Kenmerken
Kenmerkend aan deze schuren is de geringe hoogte boven het maaiveld, het geheel ontbreken van ramen en de aanwezigheid van een flinke toegangsdeur. De architectuur sluit vaak aan bij die van het Saksische hallenhuis.

## Gebruik
De donkere koele bewaarplaats diende voor de winteropslag van oogstgoed, zoals aardappels en bieten. Met behulp van extra isolatie zoals zand en stro bleven de 'ingekuilde' producten lange tijd houdbaar.

## Afbeeldingen

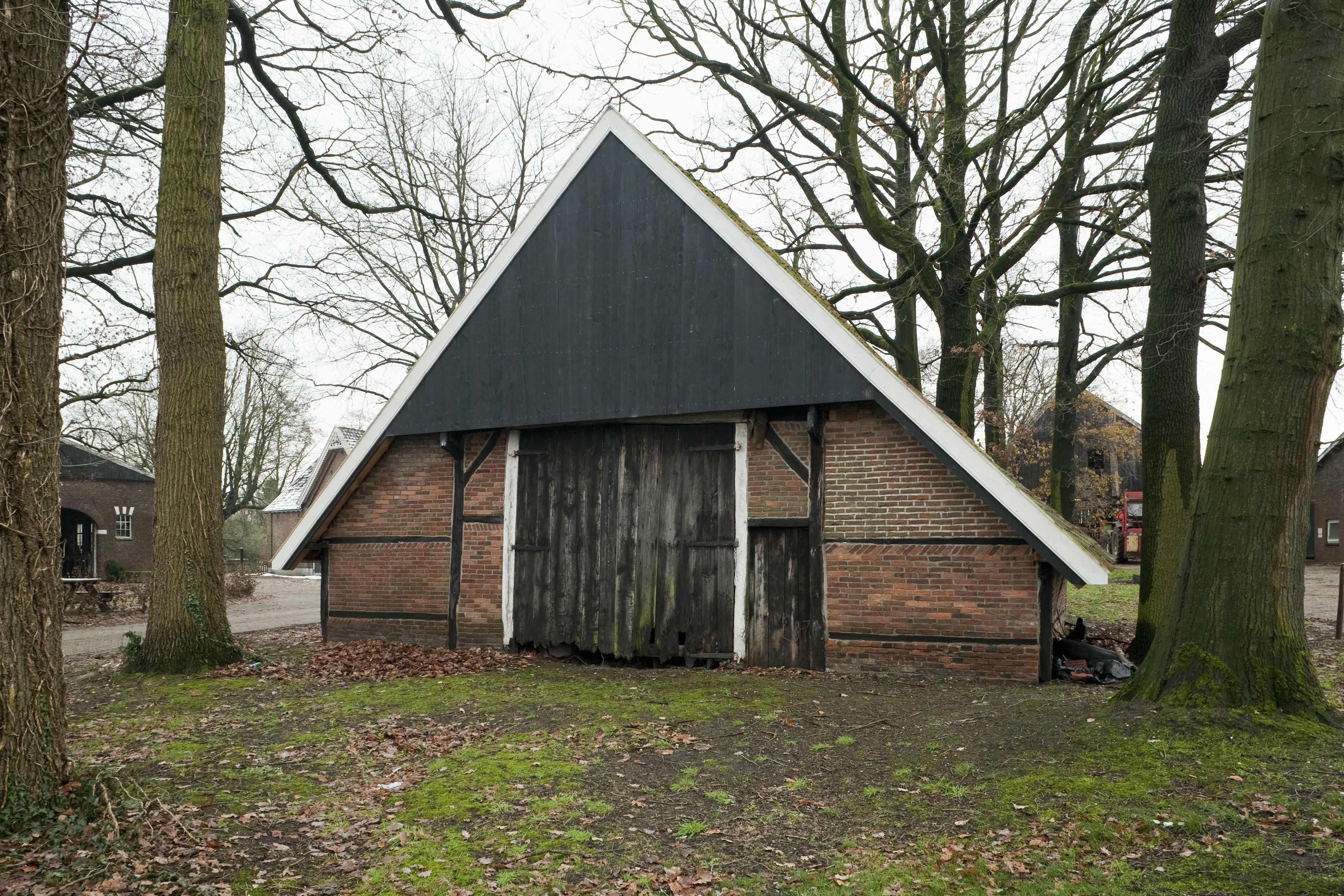
Een aardappelschuur in Woold
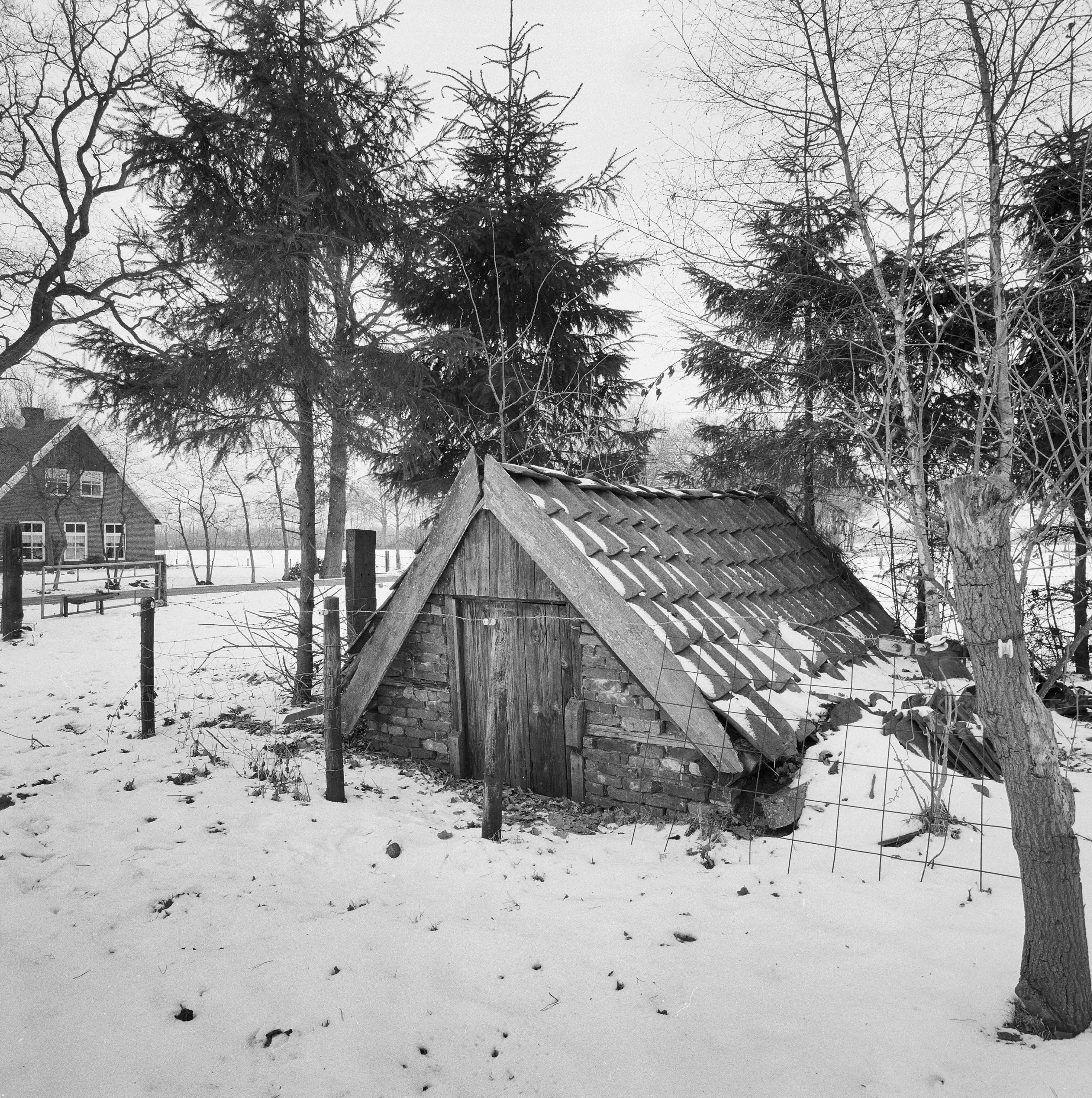
Een aardappelkelder in Rossum
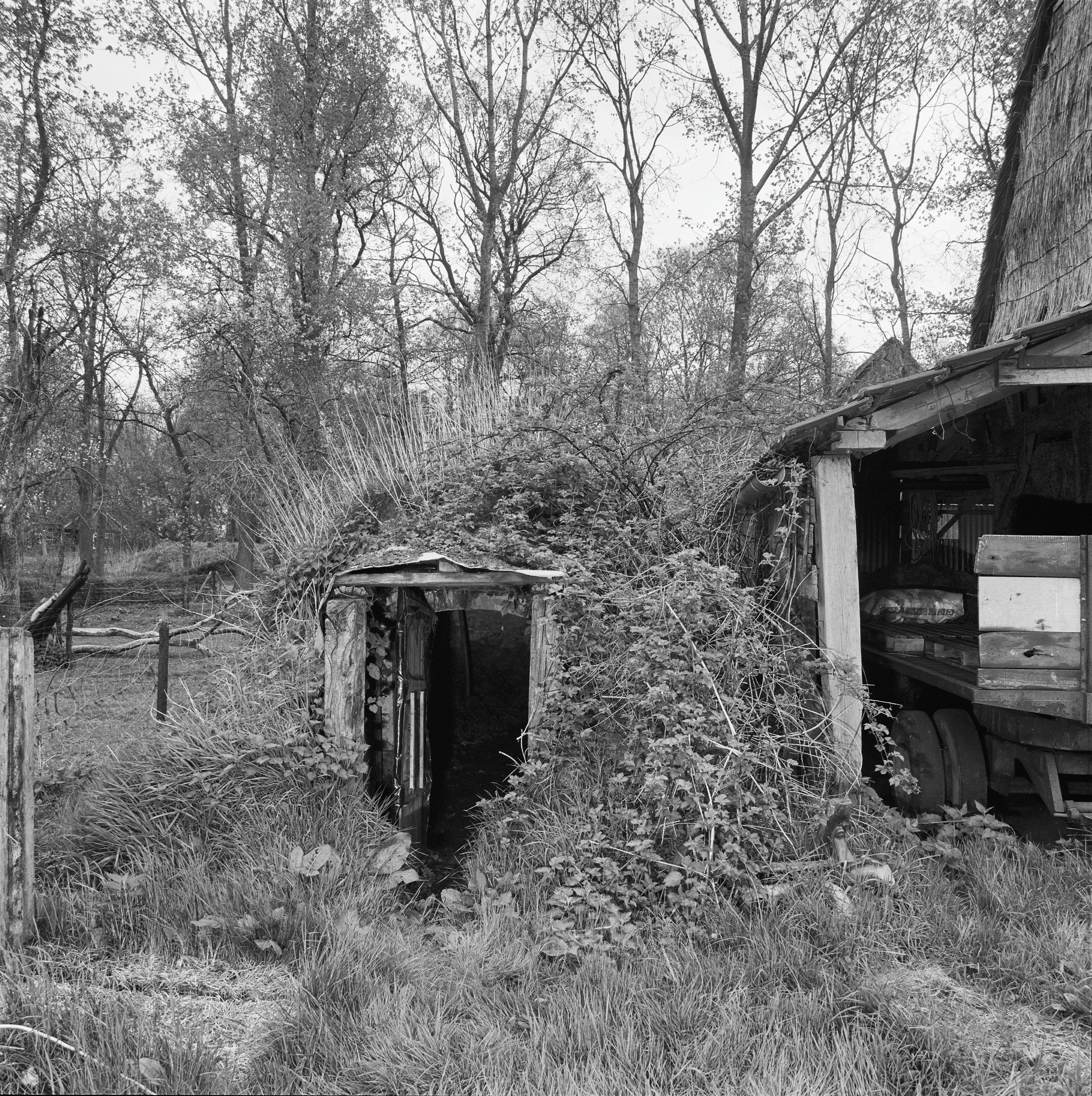
Een aardappelkelder in Schoonebeek
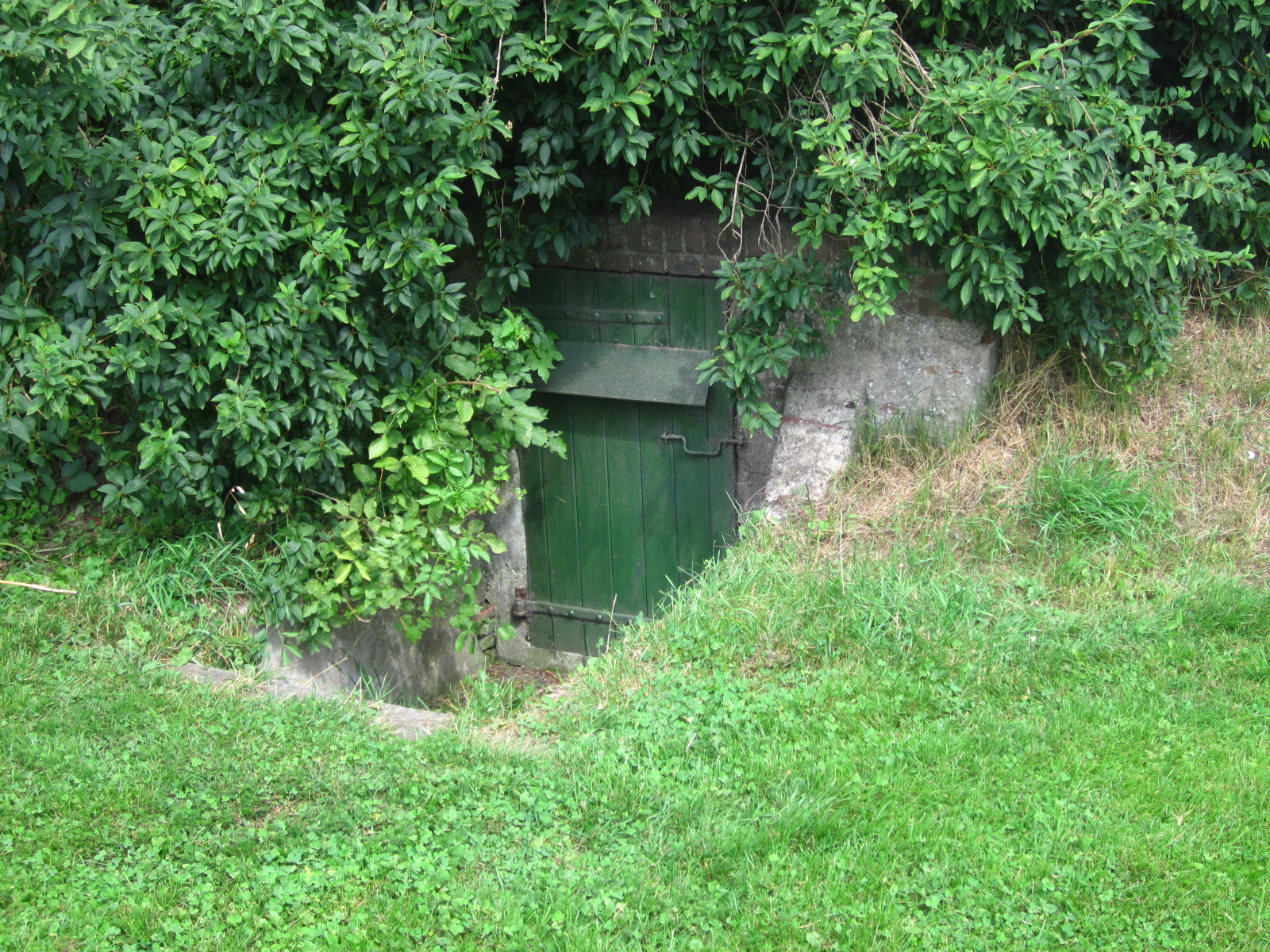
Een aardappelkelder in Deventer